# Токар Дмитро Миколайович
Дмитро́ Микола́йович То́кар — сержант Збройних Сил України, учасник російсько-української війни, який загинув під час російського вторгнення в Україну.

## Нагороди
- орден «За мужність» II ступеня (06.06.2022, посмертно)) — за особисту мужність і самовіддані дії, виявлені у захисті державного суверенітету та територіальної цілісності України, вірність військовій присязі[1];
- орден «За мужність» III ступеня (29.09.2014) — за особисту мужність і героїзм, виявлені у захисті державного суверенітету та територіальної цілісності України, вірність військовій присязі[2].